# United States Marine Corps Reserve

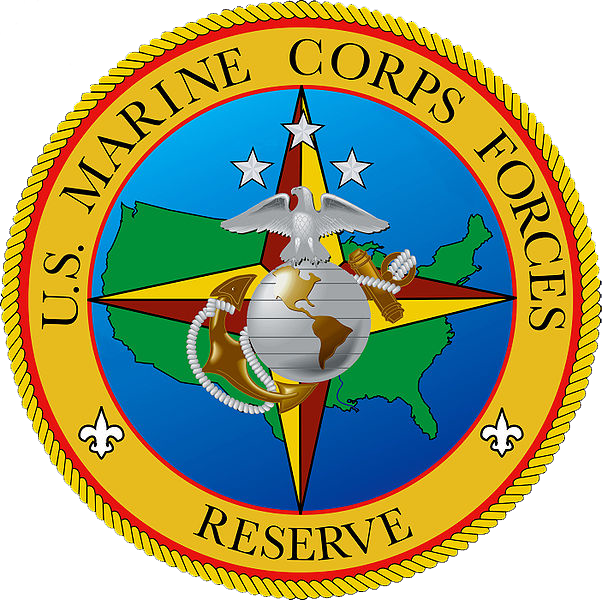

Mais conhecida como Marine Forces Reserve (MARFORRES ou MFR), algo como "Forças de Reserva da Marinha", e também conhecida como United States Marine Corps Reserve (USMCR), ou ainda U.S. Marine Corps Forces Reserve, é a força de reserva do Corpo de Fuzileiros Navais dos Estados Unidos. É o maior comando, por pessoal designado, no Corpo de Fuzileiros Navais dos EUA. Os fuzileiros navais da reserva passam pelo mesmo treinamento e trabalham nas mesmas "Military Occupational Specialties" (MOS) que seus colegas da ativa.
A "Reserva do Corpo de Fuzileiros Navais dos Estados Unidos" foi estabelecida quando o Congresso aprovou a Lei de Apropriações Navais de 29 de agosto de 1916 e é responsável por fornecer unidades treinadas e indivíduos qualificados para serem mobilizados para o serviço ativo em tempo de guerra, emergência nacional ou operações de contingência, contando em 2017 com um total de 38.500 pessoas.